# Kay-Uwe Götz
Kay-Uwe Götz (* 1959 in Homberg (Efze)) ist ein deutscher Agrarwissenschaftler, Institutsleiter an der Bayerischen Landesanstalt für Landwirtschaft und Hochschullehrer auf dem Gebiet der Tierzucht an der TU München.

## Leben und Wirken
Er legte die Abiturprüfung in seiner Geburtsstadt ab, studierte anschließend Agrarwissenschaften mit der Vertiefungsrichtung Tierwissenschaften an der GAU Göttingen und zeigte bald besonderes Interesse an der wissenschaftlichen Statistik der Quantitativen Genetik. 1986 schloss er mit dem Diplom der Agrarwissenschaften (als Diplom-Agraringenieur) ab und promovierte 1989 in Göttingen bei Peter Glodek mit einer Arbeit zur Schätzung von Kreuzungsparametern zum Dr. sc. agr. Daran schloss sich 1990 eine Post-Doktorandenzeit an der Station Génétique et Applequèe des Institut national de la recherche agronomique (INRAE, französische staatliche Forschungsorganisation im Bereich der Landwirtschaft) in Jouy-en-Josas an.
1993 begann Götz als Wissenschaftler an der damaligen Bayerischen Landesanstalt für Tierzucht (BLT) in Grub b. München und befasste sich vor allem mit der Zuchtwertschätzung für Schweine in Bayern. 2000 wurde er Leiter der Abteilung Zuchtwertschätzung, Direktor der Abteilung Genetik und 2003 mit der Zusammenfassung aller landwirtschaftlichen Landesanstalten zur Bayerischen Landesanstalt für Landwirtschaft Direktor seines Instituts für Tierzucht. Dadurch dehnte sich die wissenschaftliche Arbeit auf alle landwirtschaftlichen Nutztiere aus.

### Wissenschaftliche Arbeitsgebiete
- Götz erhielt die Verantwortung für die Zuchtwertschätzung bei den Rindern in Bayern und erreichte eine Bündelung der deutschen Bundesländer Baden-Württemberg und Bayern mit Österreich zu einer länderübergreifenden gemeinsamen Zuchtwertschätzung für die Rassen Fleckvieh und Braunvieh.

- Außerdem kam es zur Einführung des Testtagsmodells mit Random Regression, zur Einbeziehung von Gesundheitsdaten und der Schätzung eines Ökologischen Gesamtzuchtwerts. Dazu soll es aktuell einen Übergang in die Single-Step-Zuchtwertschätzung geben. Die Gruber Einrichtung ist so eine international und national herausragende Forschungsstätte in der Rinder- und Schweinezucht geworden.

- Götz hatte zunächst Lehraufträge in Göttingen, dann Lehreinsätze an der damaligen Fachhochschule Weihenstephan, der LMU Halle und der TU München.
- Seit 2013 ist er Honorarprofessor an der TU München und nimmt kontinuierlich Lehraufgaben im Fach Tierzucht am Wissenschaftszentrum Weihenstephan für Ernährung, Landwirtschaft und Umwelt, seit Oktober 2020 TUM School of Life Sciences, wahr.

## Veröffentlichungen (Auswahl)
- Entwicklung der Kreuzungseignung bei Selektion auf quantitative Merkmale; ein Modellversuch mit Mäusen. Diss. 1989.
- Grundlagen der quantitativen Genetik. Mit Lutz Schüler und Hermann Swalve, 2002, 352 S. UTB für Wissenschaft.
- Schweinezucht und Schweineproduktion; Unterrichts- und Beratungshilfe, mit Edgar Littmann, 2006.
- Die bayerische Rinderzucht vor neuen Herausforderungen: Fachtagung des Instituts für Tierzucht der LfL am 18. Oktober 2005 in Grub.
- Die Zuchtwertprüfungsstellen – 50 Jahre Qualitätssicherung für die Bayerische Tierzucht. Fachtagung des Inst. für Tierzucht der Bayer. LfL am 14. Oktober 2003 in Grub, 2003.

## Ehrenamt
- Mitarbeit bei zahlreichen Stellungnahmen des Genetisch-Statistischen Ausschuss der Deutschen Gesellschaft für Züchtungskunde (DGfZ)
- 2010–2023 Gewähltes Mitglied im Vorstand der Deutschen Agrarforschungsallianz (DAFA)
- 2021–2023 Mitglied im wiss. Beirat für Agrarpolitik, Ernährung, Gesundheit und gesundheitlichen Verbraucherschutz
- Mitglied im Ausschuss für Leistungsprüfung und Zuchtwertschätzung beim Schwein im Zentralverband der Deutschen Schweineproduktion e. V. (ZDS), danach im Bundesverband Rind und Schwein (BRS);
- Mitglied der Kerngruppe „Nutztiere“ der Deutschen Agrarforschungsallianz
- Vorstandsmitglied der Deutschen Agrarforschungsallianz (DAFA)
- Mitglied der DGfZ-Arbeitsgruppe „Patente in der Tierzucht“
- Mitglied der Kommission für Schweineproduktion in der Europäische Vereinigung für Tierproduktion
- Sprecher der German Animal Task Force
- Deutsches Mitglied der European Animal Task Force
- Mitglied der Kommission „Rinderzucht und Leistungsprüfung“
- Mitglied im Lenkungsausschuss des Prüfverbands der Bayer. Besamungsstationen
- Mitglied im Management Committee des InterGenomics Projekts
- Mitglied der Projektgruppe „Genetisch-statistische Methoden der DGfZ“
- Redaktionsmitglied der Zeitschriften „Genetics, Selection, Evolution“, „Annals of Animal Science“ und „Züchtungskunde“.
- Mitglied im Organisationskomitee des Rinderworkshops Uelzen
- Mitglied im Zuchtwertschätzteam Bayern, Baden-Württemberg, Österreich

## Ehrungen
- Kay-Uwe Götz erhielt auf der DGfZ-Tagung 2024 die Hermann-von-Nathusius-Medaille.